# Geolycosa charitonovi
Espèce
Synonymes
- Alopecosa charitonovi Mcheidze, 1997

Geolycosa charitonovi est une espèce d'araignées aranéomorphes de la famille des Lycosidae.

## Distribution
Cette espèce se rencontre en Géorgie, en Azerbaïdjan et en Russie dans le kraï de Krasnodar,.

## Description
Le mâle décrit par Kovblyuk, Otto, Marusik et Ponomarev en 2012 mesure 12,5 mm et la femelle 18,3 mm

## Étymologie
Cette espèce est nommée en l'honneur de Dmitry Evstratievich Kharitonov.

## Publication originale
- Mcheidze, 1997 : Spiders of Georgia: Systematics, Ecology, Zoogeographic Review. Tbilisi University, p. 1-390.